# José Manuel Benítez Ariza
José Manuel Benítez Ariza (n. 1963 en Cádiz, España) es un escritor español, autor de novelas y libros de relatos y de una amplia obra poética, así como de diversos ensayos, libros de cine, entregas de un diario personal y libros de aforismos. Ha traducido obras de Rudyard Kipling, Joseph Conrad, Herman Melville, Henry James y Elizabeth Barrett Browning. Ha colaborado en medios como Diario de Cádiz, El Independiente de Cádiz, el suplemento El Cultural del diario El Mundo y el periódico digital InfoLibre, entre otros. Actualmente lo hace en el periódico digital CaoCultura.

## Obra

### Novelas
- La raya de tiza (Pre-Textos, Valencia, 1996)
- Las islas pensativas (ídem, 2000)
- Vacaciones de invierno (Paréntesis, 2009)
- Vida nueva (Paréntesis, 2010)
- Ronda de Madrid (Paréntesis, 2011)
- Trilogía de la Transición (Dalya, 2018)

### Libros de relatos
- La sonrisa del diablo (Renacimiento, Sevilla, 1998)
- El hombre del velador (“Calembé”, Ayto. de Cádiz, 1999)
- Lluvia ácida (Algaida, Sevilla, 2004)
- Sexteto de Madrid y otros cuentos (Hipálage, Sevilla, 2007).

### Poesía
- Expreso y otros poemas (Ayto. de Rota, 1988)
- Las amigas (Qüásyeditorial, Sevilla, 1991)
- Cuento de invierno (Diputación de Granada, 1992)
- Malos pensamientos (Renacimiento, Sevilla, 1994)
- Los extraños (Pre-Textos, Valencia,1998)
- Cuaderno de Zahara (Pre-Textos, Valencia,2002)
- Cuatro nocturnos (Pre-Textos, Valencia,2004),
- Casa en construcción -antología- (Renacimiento,Sevilla, 2007).
- Diario de Benaocaz (Pre-Textos, Valencia,2010)
- Panorama y perfil (Libros Canto y Cuento, Jerez de la Frontera, 2014)
- Nosotros los de entonces. Poesía amatoria 1984-2015 (La Isla de Siltolá, Sevilla, 2015)
- Arabesco (Pre-Textos, Valencia, 2018)
- Realidad (La Isla de Siktolá, Sevilla, 2020)
- Laberinto (Renacimiento, Sevilla, 2022)

### Ensayo / Recopilaciones de artículos
- La vida imaginaria (Ediciones La Mirada, Valencia, 1999)
- Me enamoré de Kim Novak (Renacimiento, 2002)
- Columna de humo (Quórum Editores, Cádiz, 2005)
- Gigantes y molinos (Renacimiento, 2006).
- Un sueño dentro de otro. La poesía en arabesco de Edgar Allan Poe (Universidad de Valencia, 2014)
- Cosas que no creeríais. Una vindicación del cine clásico norteamericano. (Universidad de Valencia, 2016).
- En familia. Casi un dietario sobre cine español. (Prokomun, Madrid, 2023)

### Diario y otros géneros
- Señales de humo (Diputación de Cádiz, 2008).
- Pintura rápida (Ediciones La Isla de Siltolá, Sevilla, 2011)
- La novela de K. (Dos Mil Locos Editores, Cádiz, 2013)
- Efémera (Takara Ediciones, Sevilla, 2016).
- Todo sobre K. Una gata en un diario. (Newcastle Ediciones, Murcia, 2020)
- En el corazón del bosque (Apeadero de aforistas, 2020)
- Garabatos. 99 leyendas para un cuaderno de dibujo (Apeadero de aforistas, 2022)